# Комсомол (Буздяцький район)
Комсомо́л (рос. Комсомол, башк. Комсомол) — село (в минулому селище) у складі Буздяцького району Башкортостану, Росія. Входить до складу Гафурійської сільської ради.
Населення — 316 осіб (2010; 348 у 2002).
Національний склад:
- росіяни — 42 %
- башкири — 32 %

Стара назва — селище Комсомольського Отділення, в радянські часи — Гафурі.